# Kinesiskspråkiga Wikipedia
Kinesiskspråkiga Wikipedia startades i oktober 2002 och hade 13 november 2007 152 933 artiklar. Denna siffra hade ökat till 270 000 artiklar september 2009, och 334 440 9 november 2010.  Den har för närvarande 1 479 654 artiklar.
Den kinesiska versionen av Wikipedia är den tredje största online-encyklopedin efter Hudong och Baidu Baike. Den hade[när?] 87 administratörer, varav 29 är från Folkrepubliken Kina (minus Hongkong), 18 från Taiwan och 15 från Hongkong.

## Historia
Kinesiska Wikipedia grundades tillsammans med 12 andra Wikipedior i maj 2001. I början fanns dock inget stöd för kinesiska tecken, och därför fick den inget encyklopediskt innehåll. Men under en programuppdatering den 27 oktober 2002 infördes kinesiska tecken, och den kom igång på riktigt.
I oktober 2002 skrevs den första kinesiskspråkiga sidan – Huvudsida. Den första registrerade användaren på kinesiska Wikipedia var Mountain. Den 17 november 2002, översatte Mountain artikeln om Datavetenskap till zh:计算机科学, som var den första riktiga encyklopediska artikeln. 
För att klara skillnaden mellan förenklad kinesiska och traditionell (eller ortodox) kinesiska, beslutade den kinesiska Wikipedian att gradvis kombinera de två ursprungligen skilda versionerna av kinesiska Wikipedia.
I dess tidiga dagar var de flesta artiklar på kinesiska Wikipedia översatt från den engelska versionen. De fem första administratörerna var zh:User:Samuel, zh:User:Menchi, zh:User:Lorenzarius, zh:User:Formulax och zh:User:Shizhao.
Wikipedia introducerades på fastlandet i kinesiska medier, såsom tidningen Kinesisk datautbildning (中国 电脑 教育 报), den 20 oktober 2003. Den 16 maj 2004 rapporterades det om Wikipedia av taiwanesiska medier och i tidningen China Times. Sedan dess har många tidningar publicerat artiklar om Wikipedia och flera administratörer har blivit intervjuade av journalister. 

## Användning
Kinesiskspråkiga Wikipedia används mest i Fastlandskina, Taiwan och Hongkong. Användningen i Folkrepubliken Kina har dock hämmats av den tidiga utvecklingen av två egna, statliga eller statligt främjade wikiuppslagsverk (Baidu Baike och Hudong). Dessutom är kinesiskspråkiga Wikipedia föremål för censur, vilket yttrar sig genom att särskilt artiklar i politiskt känsliga ämnen (och tidvis hela uppslagsverket) blockeras.
| Sidvisningar och redigeringar 2014 (kvartal 1, siffror i procent) | Sidvisningar och redigeringar 2014 (kvartal 1, siffror i procent) | Sidvisningar och redigeringar 2014 (kvartal 1, siffror i procent) | Sidvisningar och redigeringar 2014 (kvartal 1, siffror i procent) |
| Land                                                              | Sidvisningar                                                      | Bidrag                                                            |                                                                   |
| ----------------------------------------------------------------- | ----------------------------------------------------------------- | ----------------------------------------------------------------- | ----------------------------------------------------------------- |
| Fastlandskina                                                     | 36,6                                                              | 43,4                                                              |                                                                   |
| Taiwan                                                            | 33,1                                                              | 31,1                                                              |                                                                   |
| Hongkong                                                          | 12,9                                                              | 15,3                                                              |                                                                   |
| USA                                                               | 4,9                                                               | 2,0                                                               |                                                                   |
| Malaysia                                                          | 2,0                                                               | 1,6                                                               |                                                                   |
| Kanada                                                            | 1,7                                                               | 0,7                                                               |                                                                   |
| Storbritannien                                                    | 1,1                                                               | 0,5                                                               |                                                                   |
| Australien                                                        | 0,9                                                               | 1,7                                                               |                                                                   |
| Macao                                                             | 0,8                                                               | 0,5                                                               |                                                                   |
| Japan                                                             | 0,7                                                               | 0,8                                                               |                                                                   |
| Tyskland                                                          | 0,5                                                               |                                                                   |                                                                   |
| Singapore                                                         | 0,5                                                               |                                                                   |                                                                   |

## Namngivning
Det kinesiska namnet på Wikipedia, 维基 百科, beslutades den 21 oktober 2003, efter en omröstning. Valet stod mellan traditionell kinesiska: 維基 百科 och förenklad kinesiska: 维基 百科, med betydelsen wiki-encyklopedi. Av de två kinesiska tecken som bildar "wiki", har det första, 维, en uråldrig mening som hänvisar till "rep eller tygstycken som ansluter sig till ett objekt" (i det här fallet Internet) och det andra, 基, betydelsen "grunden för en byggnad" eller "grundläggande aspekter av saker i allmänhet". Namnet kan därför tolkas som "encyklopedi som ansluter sig till grundläggande kunskaper skrivna av mänskligheten." 
Kinesiska Wikipedia har också en underrubrik betitlad 海纳 百川, 有 容 乃 大 / 海纳 百川, 有 容 乃 大. Det betyder "Havet som omfattar ett hundratal floder" och syftar på att det mesta får plats.
| Variantens namn                                 | Kinesiskt namn | iso     |
| ----------------------------------------------- | -------------- | ------- |
| Förenklad                                       | 简体           | zh-hans |
| Traditionell                                    | 繁體           | zh-hant |
| Förenklad på mandarinkinesiska                  | 大陆简体       | zh-cn   |
| Traditionell på taiwansk kinesiska              | 台灣正體       | zh-tw   |
| Förenklad på singaporianska och malaysiska      | 马新简体       | zh-sg   |
| Traditionell på Hong Kongs och Makaus dialekter | 港澳繁體       | zh-hk   |